# Manchester Nord-Ouest

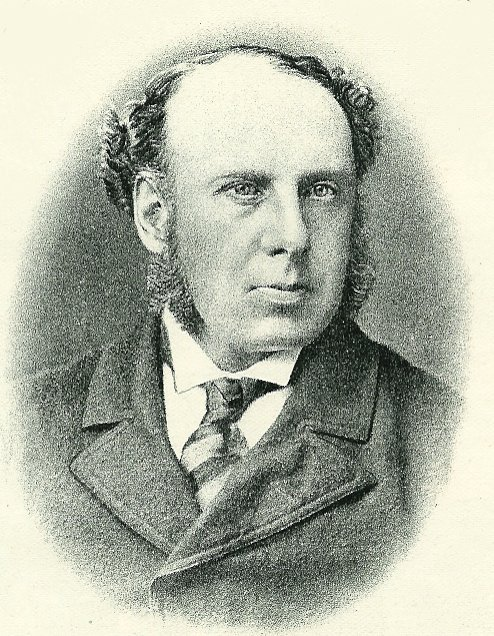
William Houldsworth.

Manchester Nord-Ouest est une circonscription électorale du Royaume-Uni, englobant une partie de la ville de Manchester, en Angleterre.